# 1054 w literaturze
Wydarzenia literackie w 1054 roku.

## Urodzili się
- Al-Hariri, arabski pisarz (zm. 1122)

## Zmarli
- Fujiwara no Michimasa, japoński poeta (ur. 992)
- Herman z Reichenau, niemiecki zakonnik, kronikarz i poeta (ur. 1013)